# Europacupen i bandy 2007
Europacupen i bandy 2007 började med semifinalspel i samband med World Cup 2007. Turneringen vanns av Edsbyns IF, som besegrade Dynamo Moskva med 7-6 på övertid i finalen. Edsbyns IF såg därmed till att ett svenskt lag åter vann tävlingen.

## Semifinaler
- 25 oktober 2007: Dynamo Moskva,  Ryssland-Stabæk IF,  Norge 10-3
- 25 oktober 2007: Edsbyns IF,  Sverige-Tornio PV,  Finland 9-3

## Match om tredje pris
- 28 oktober 2007: Stabæk IF,  Norge-Tornio PV,  Finland 4-3

## Final
- 17 november 2007: Dynamo Moskva,  Ryssland-Edsbyns IF,  Sverige 6-7 (övertid)